# 팬아메리칸 하이웨이

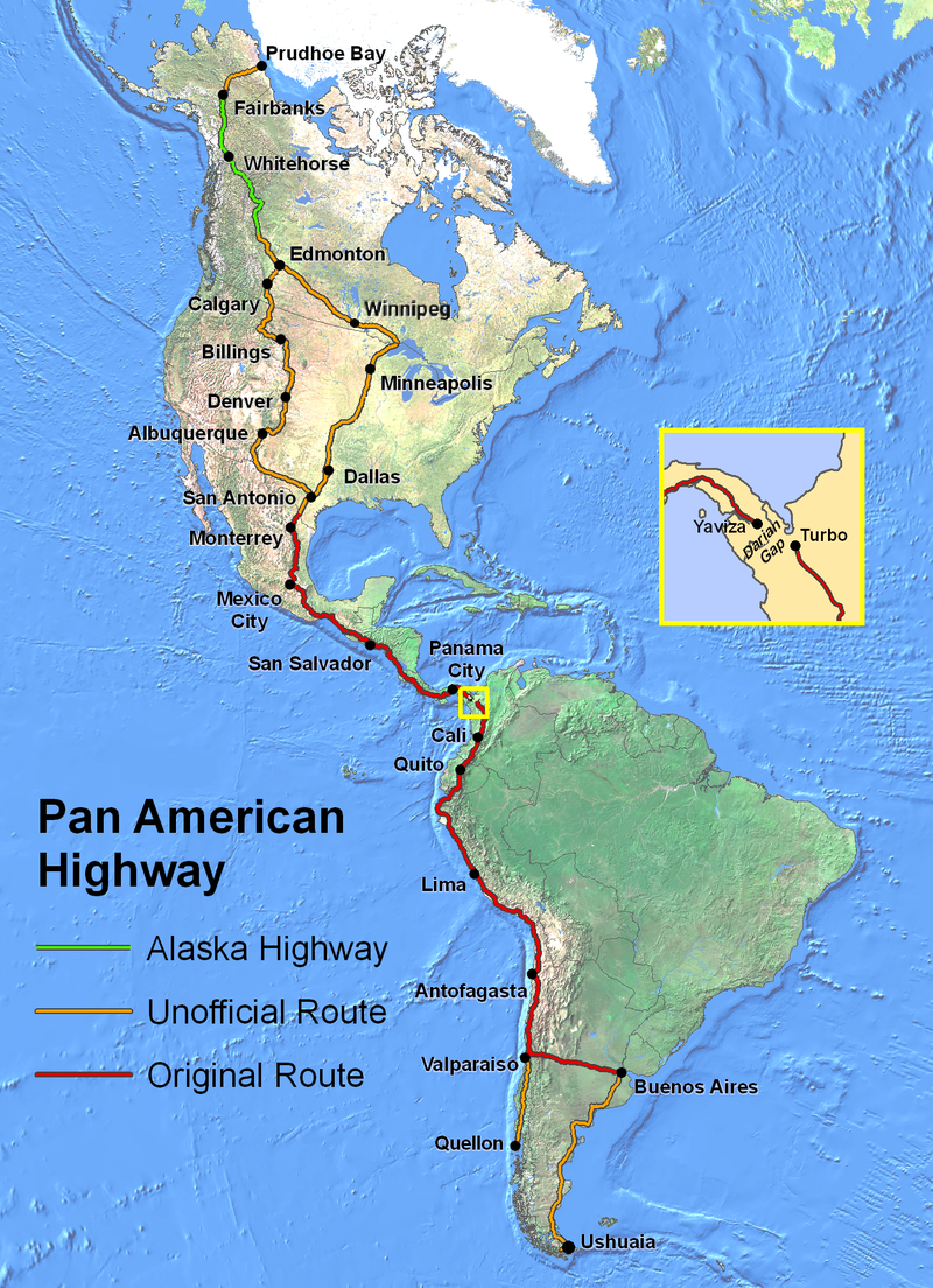
팬아메리칸 하이웨이 노선도

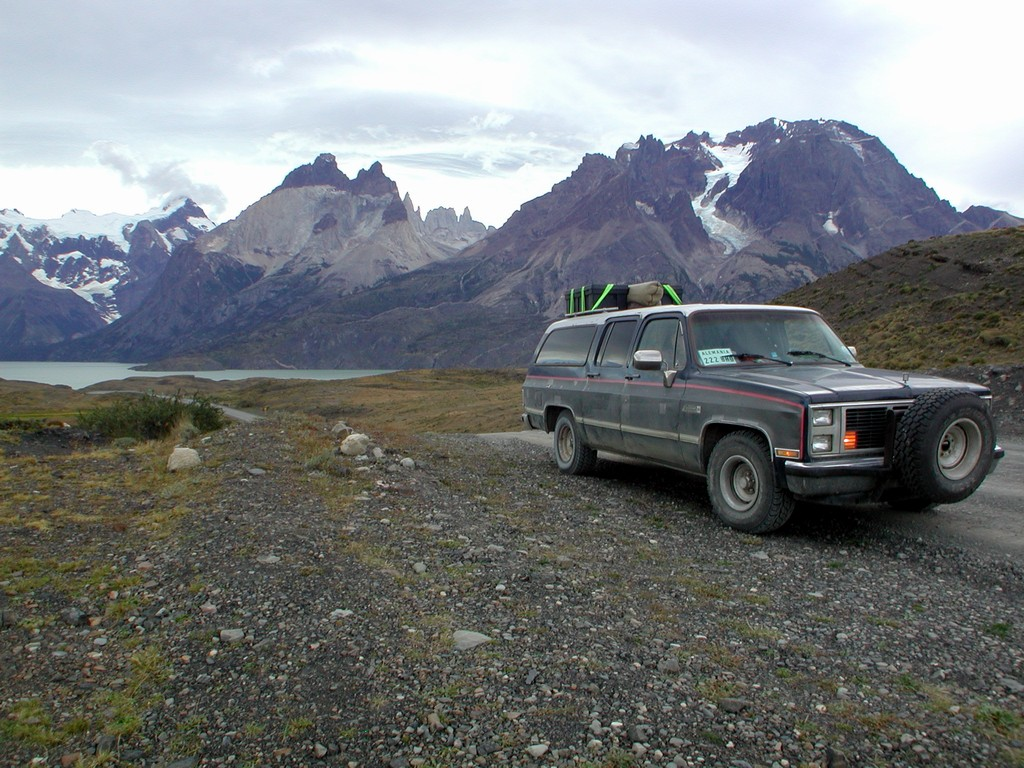
팬아메리칸 하이웨이

팬아메리칸 하이웨이(영어: Pan-American Highway, PAH)는 미국 알래스카주의 페어뱅크스에서 아르헨티나 남단까지 아메리카를 종단하는 국제도로다. 현재 파나마와 콜롬비아 사이의 다리엔 갭 구간이 단절되어 있는 상태이기도 하다.

## 같이 보기
- 아시안 하이웨이
- 유럽 고속도로